# 櫻井純気
櫻井 純気（さくらい じゅんき、1990年 - ）は作曲家、編曲家、キーボーディスト、シンガーソングライターである。千葉県出身。別名義は櫻囲 純気。キーボード以外にギター演奏や自ら歌うこともある。

## 主な提供楽曲・参加作品
AKB48
- 「サムネイル」
  - 「過ち」山本彩&稲垣潤一（作曲・編曲）[1]

稲垣潤一
- 「HARVEST」
  - 「過ち」山本彩&稲垣潤一（作曲・編曲）[2]

NMB48
- 「欲望者」
  - 「Thinking Time」吉田朱里（作曲・編曲）（櫻囲純気名義）[3]

レディオサイエンス
- 「Yes」
  - 「サヨナラなんて言わせて」（編曲）（櫻囲純気名義）

バンドじゃないもん!
- 「完ペキ主義なセカイにふかんぜんな音楽を♥」
  - 「ピンヒール」（Keyboards）[4]

アカシック
- 「愛×Happy×クレイジー」（ドラマ「ラブホの上野さん」主題歌）[5]
  - 「幸せじゃないから死ねない」（single ver.）（Keyboards）
  - 「福富朝陽」（Keyboards）
  - 「平成へゴー!」（Keyboards）
- 「オレンジに塩コショウ」
  - 「オレンジに塩コショウ」（Keyboards）[6]
  - 「ブラック」（Keyboards）
  - 「エンド オブ ザ ワールド」（Keyboards）
- 「エロティシズム」
  - 「いちかばちかちゃん」（Keyboards）
  - 「邪魔」（Keyboards）
  - 「ブラック」（Keyboards）
  - 「オレンジに塩コショウ」（Keyboards）
  - 「日本の宝」（Keyboards）
  - 「エンジェルシンク」（Keyboards）
  - 「you&i」（Keyboards）
  - 「エロティシズム」（Keyboards）

今福聖道（miccie）
- 「My 3rd street」
  - 「1 PIECE」（編曲・Keyboards）
    - （フジテレビ系音楽番組「Love music」 2020年11月度エンディングテーマ）

  - 「最後のI Love you」（編曲・Keyboards）
    - （フジテレビ系音楽番組「Tune」2020年12月度エンディングテーマ）

  - 「TOKYO DREAM」（編曲・Keyboards）

町あかり（※町あかり&池尻ジャンクション 名義）
- 「収穫祭！」
  - 「夜に起きるパトロン」（Keyboards）（以下、櫻囲純気名義）
  - 「ナンタラカンタラっていう人」（Keyboards）
  - 「電球を替えてくれた人」（Keyboards）
  - 「ぽんぽん」（Keyboards）
  - 「バーヨコハマ」（Keyboards）
  - 「ヒントがほしい」（Keyboards）
  - 「わだち」（Keyboards）
  - 「乗り換えがチャンスです」（Keyboards）
  - 「やさしい麦茶」（Keyboards）
  - 「激辛デスソースの人生」（Keyboards）
  - 「ハートが疲れてる」（Keyboards）

BANZAI JAPAN
- 「バンザイじゃぱん! / トコロマンス」
  - 「トコロマンス」（作曲・編曲）

鈴木勤
- 「nice」（作曲・編曲）

JUNK＊BAND
- 「我楽多センチメンタル」収録曲（作詞・作曲・編曲・Vocal・Guitar・Keyboards）

C;ON
- 「STOR;ES」
  - 「MagiC!on…」（作詞・作曲・編曲）
  - 「It’s Wonderland」（作詞・作曲・編曲）

SERRA
- 「Always and Forever」（TVアニメ「彼女が公爵邸に行った理由」エンディングテーマ）
  - 「Always and Foreve -Piano arrange ver.-」（編曲・Piano）

岡田奈々
- 「Asymmetry」
  - 「この世から僕だけが消えることができたら」（作曲・編曲）共作。MARIA名義。

RiBORN
- 「トリリオン」（作詞・作曲・編曲）
- 「ドキドきどく＊レモネード」（作詞・作曲・編曲）
- 「Fuzzy；」（作詞・作曲・編曲）
- 「チェキーラ!〜CHECK IT LOVE〜」（編曲）
- 「Hyper! Hyper!」（作詞・作曲・編曲）
- 「ReTruth」（作詞・作曲・編曲）
- 「キミと雪降るこの街で」（作詞・作曲・編曲）

おむすびコロコロ（アイドルカレッジ派生ユニット）
- 「アイノムスビ!」（作曲・編曲）（共作詞大和明桜（虹のコンキスタドール）/監修：橋元恵一）

## 主なツアー・ライブサポート（キーボード、コーラス）
- miccie
- 町あかり
- 佐々木収
- 吉田旬吾
- 星野裕矢
- ウソツキ
- あいみょん
- アカシック
- 吉川友
- 大桃子サンライズ
- 吉川茉優